# بانوی اول ایالات متحده آمریکا

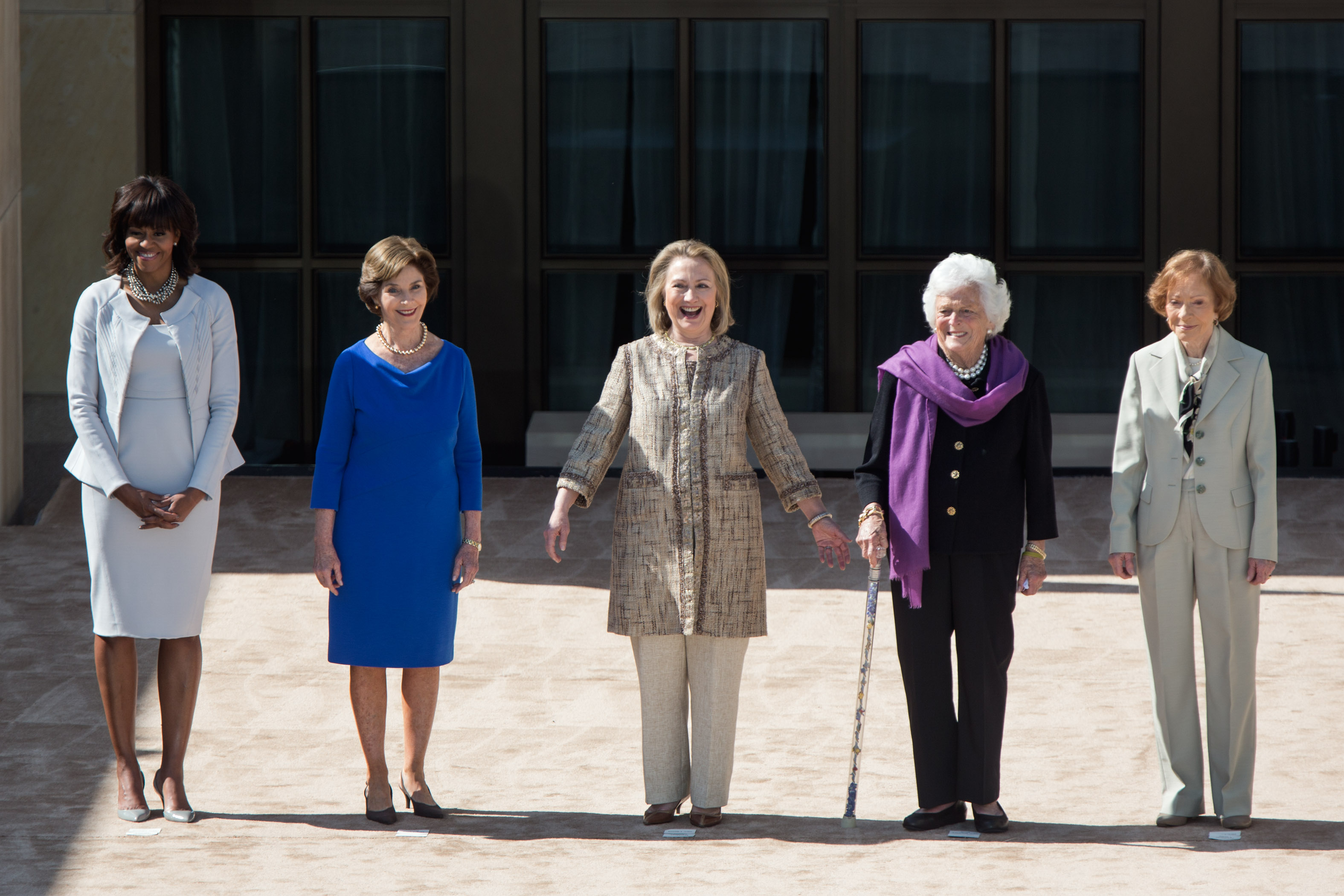
بانوان اول پیشین (از سمت راست): روزالین کارتر، باربارا بوش، هیلاری کلینتون، لورا بوش و میشل اوباما

بانوی اول ایالات متحده آمریکا (به انگلیسی: First Lady of the United States) عنوانی غیررسمی است که معمولاً به همسر رئیس‌جمهور ایالات متحده آمریکا در کاخ سفید گفته می‌شود. بانوی اول کنونی ملانیا ترامپ است. از بانوهای اول پیشین می‌توان به مارتا واشنگتن، مری تاد لینکلن، النور روزولت، جکلین کندی، پت نیکسون، هیلاری کلینتون، میشل اوباما و جیل بایدن اشاره کرد.
از آن جایی که این عنوان سنتاً به همسر رئیس‌جمهور آمریکا می‌رسد بعضی مواقع از آن تنها برای نام بردن از همسر رئیس‌جمهور استفاده می‌کنند اما در طول تاریخ زنان بسیاری این عنوان را داشته‌اند بدون این که همسر رئیس‌جمهور باشند. این معمولاً وقتی اتفاق می‌افتد که رئیس‌جمهور مجرد یا بیوه باشد. در این گونه مواقع معمولاً این پست به یکی از دختران یا خویشاوندان مؤنث رئیس‌جمهور می‌رسد.